# István Gulyás
István Gulyás (Pécs, 13 de Outubro de 1931 - Budapeste, 31 de Julho de 2000) foi um tenista profissional húngaro.

## Grand Slam finais

### Simples: 1 (0-1)
| Resultado | Ano  | Campeonato       | Piso   | Oponente   | Placar        |
| Vice      | 1966 | Aberto da França | Saibro | Tony Roche | 1–6, 4–6, 5–7 |